# Свободный (Северное сельское поселение)
Свободный — поселок в Чернском районе Тульской области в составе Северного сельского поселения.

## География
Находится в юго-западной части Тульской области на расстоянии приблизительно 9 км на север по прямой от поселка Чернь, административного центра района.

## История
В конце 1930-х годов поселок был отмечен как хутор им. Горького.

## Население
Постоянное население составляло 13 человек (русские 85 %) в 2002 году, 6 в 2010.